# Papil·loma
A medicina, un papil·loma és un terme general referint-se a un tumor benigne de  cèl·lules epitelials que creix amb projecció externa a semblança de  frondes molt petites. En aquest context, una papil es refereix a la projecció creada pel tumor i no a un tumor creixent sobre una papil preexistent, com el mugró. En general neixen i creixen des de la pell, conjuntiva, membranes mucoses o conductes glandulars.

## Usos
Quan s'usa sense context específic, sovint es refereix a infeccions causats pel virus del papil·loma humà. En relació al  VPH, hi ha dos tipus de papil·lomes, el papil·loma de  cèl·lules escamoses i el papil·loma de  cèl·lules de transició. No obstant això hi ha altres trastorns que causen papil·lomes, com el papil·loma del plexe coroïdal.

## Tipus
Alguns tipus comuns de papil·lomes inclouen: 
- Papil·loma fibroepitelials: majorment de teixit fibrós.
- Papil·loma intercanalicular: un tumor dels conductes galactòfors de la glàndula mamària o els conductes propers al mugró. Es caracteritzen per una secreció serosa o sanguinolenta del mugró i, en general, no produeix retracció del mugró.
- Papil·loma invertit: característic de cèl·lules que creixen cap a l'estroma subjacent en lloc de l'exterior.
- Papil·loma cutani: el més freqüent, petita i de color marró o carn, que generalment s'observa en el coll de vells.
- Papil·loma escamós: apareix en la mucosa  oral, benigna i en general associat al VPH.

## Tractament
El tipus de tractament depèn de la gravetat del papil·loma i de la zona on es generi. Els possibles tractaments inclouen la cauterització (per fred, per calor, o química) i l'extracció quirúrgica.